# سینماهای توهو
سینماهای توهو (انگلیسی: Toho Cinemas) یک گروه سینمایی زنجیره‌ای در کشور ژاپن متعلق به شرکت توهو است.
این گروه سینمایی که در سال ۱۹۹۷ تاسیس شده دارای ۶۶ مجموعه سینمایی در کشور ژاپن است.

## سینماها
- منطقه توهوکو (۳ مجموعه سینمایی)
- منطقه کانتو (۲۷ مجموعه سینمایی)
- منطقه چوبو (۱۳ مجموعه سینمایی)
- منطقه کانسای (۹ مجموعه سینمایی)
- منطقه چوگوکو (۲ مجموعه سینمایی)
- شیکوکو (۲ مجموعه سینمایی)
- کیوشو (۱۰ مجموعه سینمایی)